# La Voce di Nizza
La Voce di Nizza è stato un giornale in lingua italiana che fu fondato circa nel 1800 e soppresso dalla Francia nel 1861, a Nizza.

## Storia
Il quotidiano fu promotore dell'unione del Nizzardo all'Italia durante il Risorgimento.
Soppresso in seguito all'annessione di Nizza alla Francia, fu riaperto momentaneamente in occasione dei Vespri nizzardi del 1871 ma venne subito richiuso dalle autorità francesi.
Da allora il quotidiano non è più stato ripristinato.